# Aurembiaix
Aurembiaix († August 1231 in Balaguer) war eine Gräfin von Urgell und Mätresse des Königs Jakob I. von Aragón. Sie war die Erbtochter des Grafen Ermengol VIII. von Urgell und der kastilischen Adligen Elvira Pérez.

## Leben
In seinem am 30. August 1208 niedergeschriebenen Testament unterstellte Graf Ermengol VIII. seine Tochter und Erbin Aurembiaix dem Schutz des Papstes für den Fall, dass er noch vor ihrer Mündigkeit und Verheiratung sterben sollte. Damit hoffte er, dem Ehrgeiz seines Neffen Guerau de Cabrera vorbeugen zu können, der selbst die Übernahme der Grafschaft Urgell anstrebte. Nachdem der Graf 1209 gestorben war, übergab dessen Witwe Elvira unter Ignorierung des Testaments Aurembiaix als Mündel der Familie König Peters II. von Aragón, der ihr neuer Beschützer und Verteidiger ihrer Rechte sein sollte. Dazu wurde Aurembiaix mit dem nur wenige Monate alten Infanten und zukünftigen König Jakob verlobt. Dieses Arrangement wurde am 31. Oktober 1209 in Lleida vertraglich besiegelt. Auch wenn die Verlobung nur wenig später wieder aufgekündigt wurde, hielt König Peter II. den Vertrag ein und nahm im Herbst 1211 nach einem kurzen Krieg Guerau gefangen, womit Urgell für Aurembiaix gesichert schien. Die Lage änderte sich mit dem unerwarteten Tod König Peters II. im September 1213 in der Schlacht bei Muret. Die darauf folgende Anarchie in Aragonien wie Katalonien nutzte Guerau de Cabrera, um sich der Burgen in Urgell zu bemächtigen und sich unterstützt von der lokalen Ritterschaft zum neuen Grafen aufzuschwingen. Mit ihrer Mutter war Aurembiaix zur Exilierung nach Kastilien gezwungen.
Im Jahr 1228 zog die mittlerweile erwachsen gewordene Aurembiaix an den Hof ihres ehemaligen Verlobten König Jakob I. von Aragón, von dem sie sich nun die Einsetzung in Urgell erhoffte, wie es einst dessen Vater getan hatte. Jakob I. hatte in den Jahren zuvor mehrmals Guerau als Graf in Urgell anerkannt, allerdings stets unter Vorbehalt der Erbrechte der Aurembiaix, die neu zu verhandeln seien, sobald diese bereit war, diese einzufordern. Ihre Interessen wurden von ihrem Stiefvater Guillem de Cervera gegenüber dem König vertreten, der über seine Verbindungen zur Familie Montcada über eine starke Position verfügte. Nachdem Guerau einer Vorladung vor das einberufene Schiedsgericht nicht nachgekommen war, erklärte der König von Aragón ihm den Krieg. Dazu besiegelten Aurembiaix und Jakob I. am 1. August 1228 in Lleida vertraglich ein politisches Bündnis, nach dem Urgell an Aurembiaix als Lehen des Königs zu übergeben sei. Bis zum Herbst 1228 wurden die wichtigsten Burgen von Urgell wie Agramunt, Linyola und Balaguer eingenommen, Guerau de Cabrera starb und dessen Sohn Ponç musste sich geschlagen geben.
Offenbar entwickelte sich Aurembiaix’ Verhältnis zu König Jakob I. in dieser Zeit zu einer echten Romanze, die am 23. Oktober 1228 in Agramunt in dem formellen Abschluss eines Konkubinatsvertrags mündete. Darin verpflichtete sich der König zur Treue ihr gegenüber, wo er sie nur für eine „gleichwertige Dame“ verlassen durfte, wobei Aurembiaix ihren Wert mit einer Geldsumme festgelegt hatte. Urgell sollte an ein gemeinsames Kind weitervererbt werden, auch wenn dieses von unehelicher Herkunft wäre. König Jakob I. war zu diesem Zeitpunkt noch immer mit Eleonore von Kastilien verheiratet, die zum Vertragsabschluss hoch schwanger war. Aurembiaix gab das Konkubinat allerdings schon 1229 durch ihre Ehe mit Peter von Portugal auf. Er war ihr bereits zweiter Mann; in ihrer Jugend war sie schon mit dem kastilischen Adligen Álvaro Pérez de Castro verheiratet gewesen, von dem sie sich aufgrund einer nahen Verwandtschaft wieder hatte trennen müssen. Weder aus ihren Ehen noch aus ihrem Verhältnis zu Jakob I. gingen Kinder hervor.
Kurz nach dem Verfassen ihres Testaments starb Aurembiaix im August 1231 in Balaguer. Wie von ihr verfügt wurde sie in der Zisterzienserabtei Sant Hilari in Lleida bestattet. Ihr Witwer Peter von Portugal übertrug Urgell nur wenige Tage darauf an König Jakob I., der wiederum 1236 die Grafschaft an den Sohn des Guerau de Cabrera übergab.